# Benjamin Goller
Benjamin Goller, né le 1er janvier 1999 à Reutlingen, est un footballeur allemand qui évolue au poste d'ailier droit au FC Nuremberg.

## Biographie

### En club
Il dispute son premier match professionnel le 11 décembre 2018 en Ligue des champions face au Lokomotiv Moscou (victoire 1-0).
Le 1er juillet 2019, étant en fin de contrat avec Schalke 04, il s'engage avec le Werder Brême.

### En sélection
Avec les moins de 19 ans, il inscrit en septembre 2017 un but lors d'un match amical contre l'Angleterre (victoire 1-3).

## Statistiques
| Saison                | Club                  | Championnat           | Championnat | Championnat | Coupe(s) nationale(s) | Coupe(s) nationale(s) | Compétition(s) continentale(s) | Compétition(s) continentale(s) | Compétition(s) continentale(s) | Total | Total |
| Saison                | Club                  | Division              | M.          | B.          | M.                    | B.                    | Comp.                          | M.                             | B.                             | M.    | B.    |
| 2018-2019             | Schalke 04            | Bundesliga            | -           | -           | -                     | -                     | C1                             | 1                              | 0                              | 1     | 0     |
| Sous-total            | Sous-total            | Sous-total            | 0           | 0           | 0                     | 0                     | -                              | 1                              | 0                              | 1     | 0     |
| 2019-2020             | Werder Brême          | Bundesliga            | 10          | 0           | 1                     | 0                     | -                              | -                              | -                              | 11    | 0     |
| Sous-total            | Sous-total            | Sous-total            | 10          | 0           | 1                     | 0                     | -                              | -                              | -                              | 11    | 0     |
| 2020-2021             | Karlsruher SC (prêt)  | 2.Bundesliga          | 27          | 4           | 1                     | 0                     | -                              | -                              | -                              | 28    | 4     |
| 2021-2022             | Karlsruher SC (prêt)  | 2.Bundesliga          | 10          | 1           | 1                     | 0                     | -                              | -                              | -                              | 11    | 1     |
| Sous-total            | Sous-total            | Sous-total            | 37          | 5           | 2                     | 0                     | -                              | 0                              | 0                              | 39    | 5     |
| 2021-2022             | SV Darmstadt (prêt)   | 2.Bundesliga          | 13          | 2           | 1                     | 0                     | -                              | -                              | -                              | 14    | 2     |
| Sous-total            | Sous-total            | Sous-total            | 13          | 2           | 1                     | 0                     | -                              | 0                              | 0                              | 14    | 2     |
| 2022-2023             | FC Nuremberg          | 2.Bundesliga          | 7           | 0           | -                     | -                     | -                              | -                              | -                              | 7     | 0     |
| 2023-2024             | FC Nuremberg          | 2.Bundesliga          | 15          | 2           | 2                     | 1                     | -                              | -                              | -                              | 17    | 3     |
| Sous-total            | Sous-total            | Sous-total            | 22          | 2           | 2                     | 1                     | -                              | 0                              | 0                              | 24    | 3     |
| Total sur la carrière | Total sur la carrière | Total sur la carrière | 82          | 9           | 6                     | 1                     | -                              | 1                              | 0                              | 89    | 10    |